# 2A自己切断ペプチド

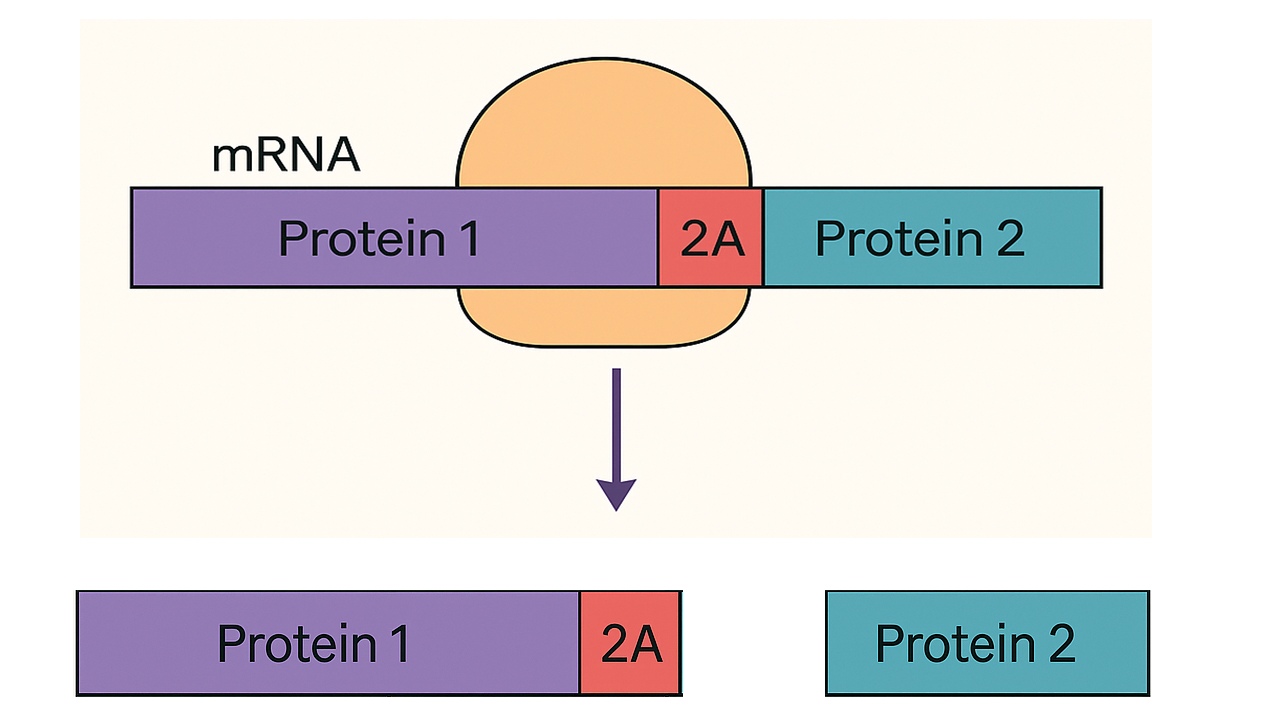
2Aペプチドの機能の説明図：2AペプチドのCDSがタンパク質の2つのCDSの間に挿入されると、ペプチドはリボソームスキップにより独立して2つのタンパク質に翻訳され折り畳まれる。

2A自己切断ペプチドまたは2Aペプチドは、18–22アミノ酸長のペプチドであり、細胞内のタンパク質の翻訳中にリボソームスキッピングを誘発する。これらのペプチドは、 DxExNPGPのコア配列モチーフを共有して持ち、さまざまなウイルスファミリーに見られ、リボソームがペプチド結合を作るのに失敗することによって、ポリタンパク質の生成を助ける。
2Aペプチドのメンバーは、最初に発見されたウイルスにちなんで名付けられている。たとえば、最初に発見された2AペプチドであるF2Aは、口蹄疫ウイルス（foot-and-mouth disease virus）に由来する。「2A」という名前自体は、この口蹄疫ウイルスの遺伝子の付番方法に由来している。

## メンバー
2Aペプチドファミリーのうち、P2A、E2A、F2A、T2Aはライフサイエンス研究でよく用いられる。 F2Aは口蹄疫ウイルス18、E2Aはウマ鼻炎Aウイルス、P2Aはブタテッショウウイルス-1、T2AはThosea asignaウイルスに由来する。
次の表は、2Aペプチドの4つのメンバーの配列を示している。2AペプチドのN末端にGSG（Gly-Ser-Gly）を追加で付加すると切断効率があがる。
| 名前 | 配列                         |
| ---- | ---------------------------- |
| T2A  | (GSG) EGRGSLL TCGDVEENPGP    |
| P2A  | (GSG) ATNFSLLKQAGDVEENPGP    |
| E2A  | (GSG) QCTNYALLKLAGDVESNPGP   |
| F2A  | (GSG) VKQTLNFDLLKLAGDVESNPGP |

## 説明
見かけ上、切断は2AペプチドのC末端のプロリン（P）とグリシン（G）の間のペプチド結合のリボソームスキップによって引き起こされ、結果として2Aペプチドの上流に位置するペプチドはC末端に余分なアミノ酸を有することになる一方、2Aペプチドの下流に位置するペプチドは、N末端に余分なプロリンを有することになる。 2A-ペプチドを介した切断の正確な分子メカニズムは依然として不明であるが、タンパク質分解切断ではなく、グリシル-プロリルペプチド結合形成のリボソーム「スキップ」が関与すると考えられている。

## 応用
遺伝子工学では、2Aペプチドは長いペプチドを2つの短いペプチドに切断することができ、融合タンパク質が機能しない場合に利用される。 2AペプチドのCDSを融合点に挿入するか、リンカー配列を2Aペプチドタンパク質のCDSに置き換えることで、融合タンパク質を2つの分離したペプチドに切断し、2つのペプチドが機能を発揮することができる。
2AペプチドをIRESエレメントと組み合わせると、1つの転写産物から4つの異なるペプチドを生成することができる。

## 不完全な切断
2Aペプチドは種類により自己切断の効率が異なり、T2AとP2Aが最も効率が高く、F2Aが最も効率が低い。F2A結合タンパク質では最大50％が融合タンパク質として細胞内に残る可能性があり、機能の獲得など、予測できない結果を引き起こす可能性がある。2A部位により、リボソームは約60％の確率で脱落する。P2AおよびT2Aのリボソームリードスルーが約10％であることにから、下流のペプチド鎖の発現は約70％減少する。